# 智利—馬來西亞關係
智利-馬來西亞關係是指馬來西亞和智利之間历史上与现在的外交關係。兩國於1979年5月22日建交，此后双边关系友好顺利发展。现今两国也通过在不结盟运动、77国集团、东亚－拉丁美洲合作论坛、亚太经合组织等多个国际组织的合作交流加深了邦谊。
智利在吉隆坡設有大使館，馬來西亞在聖地亞哥設有大使館。
智利与马来西亚的关系主要是在贸易方面。2009年，智利与马来西亚的贸易总额为3.36亿美元，马来西亚对智利的出口总额为1680万美元，进口额为1.487亿美元。